# Crying Freeman
Crying Freeman (яп. クライング フリーマン Кураингу фури:ман, «Плачущий Свободный») — манга Кадзуо Коикэ (сюжет) и Рёити Икэгами (рисунок), выходившая в журнале Big Comic Spirits с 1986 по 1988 годы. Была издана в 9 томах издательством Shogakukan, экранизирована в формате OVA-аниме (шесть серий, с 1988 по 1994) и в виде полнометражного игрового фильма («Плачущий убийца», режиссёр Кристоф Ган).

## Сюжет
Манга рассказывает о японском гончаре, похищенном китайской мафией, которая заставила его работать наёмным убийцей. Прозвище «Crying Freeman» («Плачущий Свободный») он получил из-за привычки оплакивать своих жертв и упорного (и осуществлённого) стремления освободиться от навязываемой ему роли убийцы-марионетки.